# Frederik Visby
Hans Frederik Meyer Visby (født 9. juli 1839 i Tikøb, død 16. februar 1926 i Risskov) var maler og tandlæge, han var søn af pastor Vilhelm Henrik Hahn Visby.
Boede fra 1851-1858 ved sin "onkel" Johan Michaelsen i Møllestien. Leverede skitser og tegninger fra krigen i 1864 til Illustreret Tidende.
Var 1865-69 i Vestindien, Centralamerika og USA. Bosatte sig den 23. november 1869 i Aarhus som maler. Tandlægeeksamen 15. maj 1881. 1882-84 igen i Vestindien, etablerede sig derefter som tandlæge i Aarhus. Voldgiftsmand for Jysk Tandlægeforening.
Kendt som akvarelmaler, udstillede under Landsudstillingen 1909 sin samling af akvareller med partier fra det gamle Aarhus, hvilken byrådet derefter købte. I Den Gamle By findes en større samling af Visbys akvareller.
Far til den kendte Aarhus-forfatterinde Thora Visby Petersen, gift med cigarhandler Chr. E. Petersen, Aarhus.